# Akpossos
Els kpossos (o kposos) són els membres d'un grup ètnic que viuen a la zona fronterera entre Togo i Ghana. La seva llengua materna és l'ikposo. El seu codi ètnic és NAB59b i el seu ID de grup ètnic és 12831.

## Història
Els akpossos van ser empesos fins al lloc en què viuen en l'actualitat per la pressió que van fer els pobles ewes i aixantis durant el segle xix. Els akpossos van acabar derrotats pels aixantis, amb els que es van enfrontar diverses vegades.

## Etnografia
Els akpossos estan organitzats en diferents llinatges que s'han constituït en aldees diferents per tal de fer front als perills exteriors.

## Akpossos a Togo
Els 155.000 akposos que viuen a Togo (196.000 segons el joshuaproject) ho fan a la regió dels Altiplans, concretament a l'oest de la ciutat d'Atakpamé, a les prefectures d'Amou, de Wawa i d'Ogou. Les ciutats principals en les que es parla l'ikposo són Amlamé, Amou-Oblo i Atakpamé. Aquesta és la regió central-oriental de la regió i a la mateixa zona hi viuen kabiyès i tems.

### Religió
El 95% dels akposos són cristians i el 5% creuen en religions africanes tradicionals. Dels cristians, el 50% dels akposos de Togo són catòlics, el 35% són protestants i el 15% pertanyen a esglésies cristianes independents. Segons el joshuaproject, el 12% dels akposos cristians de Togo són evangèlics.

## Akpossos a Ghana
El 2003 hi havia 7.500 akpossos a Ghana (n'hi ha 9.900 segons el joshuaproject). Aquests viuen en una petita zona a l'oest del llac Volta, a la regió Volta, no gaire lluny de la frontera amb Togo. Al seu voltant hi viuen parlants de la també llengua kwa, l'àkan.

### Religió
Segons el joshuaproject, el 90% dels akpossos de Ghana són cristians i el 10% creuen en religions africanes tradicionals. La meitat dels cristians són catòlics, el 35% són protestants, el 5% pertanyen a esglésies cristianes independents i el 10% restants són considerats altres cristians. El 16% dels akpossos cristians de Ghana són considerats evangèlics.

## Economia
Els akposos es dediquen a l'agricultura, principalment de cotó, oli de palma, cacau i cafè.